# The Luck of Hog Wallow Gulch
The Luck of Hog Wallow Gulch è un cortometraggio del 1914 diretto da Allen Curtis.
Prodotto e distribuito dall'Universal Film Manufacturing Company, il film uscì in sala il primo aprile 1914.